# MmHg

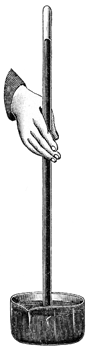
Een kwikbarometer volgens Torricelli: boven de kwikkolom is het (vrijwel) vacuüm dus de luchtdruk kan gemeten worden als de hoogte van de kolom in mm

De eenheid mmHg of vaak verkeerdelijk mm Hg (spreek uit millimeter kwik, millimeter kwikkolom of millimeter kwikdruk) is een niet-SI-eenheid voor het aangeven van de mate van druk.
De term kwikdruk met als eenheid cmHg werd in het verleden gebruikt voor het aantal centimeters kwikdruk.
mmHg vindt vooral nog toepassing in de geneeskunde, waarin de eenheid wordt gebruikt voor onder andere het uitdrukken van de bloeddruk en de oogdruk.
Een nauw verwante doch niet-identieke eenheid is de torr (met symbool Torr). Deze wordt veel gebruikt in de techniek, voor het meten van zeer lage drukken, bijna vacuüm.

## Definitie en conversiefactoren
Doordat de eenheid gebaseerd is op de stijging van kwik in een kolom, is de precieze grootte afhankelijk van de dichtheid van kwik (en daarmee van de temperatuur) en van de grootte van de zwaartekracht (en daarmee van de geografische locatie en hoogte). Een algemene omrekenfactor naar een andere eenheid is daardoor per definitie arbitrair.
Gewoonlijk wordt gekozen voor de dichtheid van kwik bij 0 °C, namelijk 13,5951 g/cm3, en de door de Algemene Conferentie voor Gewichten en Maten vastgestelde standaardvalversnelling van 9,80665 m/s2. Hieruit volgt dat 1 mmHg = 13,5951 kg/m3× 9,80665 m/s2 = 133,322 387 415 Pa.
De officiële SI-brochure geeft geen definitie maar vermeldt slechts 1 mmHg ≈ 133,322 Pa. Het Nederlandse Meeteenhedenbesluit definieert 1 mmHg = 133,322 Pa.
Tussen de mmHg en de torr bestaat een miniem verschil. De torr is namelijk gedefinieerd als 1/760 atm. Dit betekent dat:
1 Torr = 0,999 999 857 533 699(...) mmHg.

## Barometer
Het meten van luchtdruk met behulp van een kolom kwik is eenvoudig en wordt nog steeds toegepast. De normale atmosferische luchtdruk bedraagt rond de 760 mmHg. In een traditionele barometer voor het meten van luchtdruk bevindt zich een kwikkolom met daarboven een vacuüm. Het vacuümgedeelte kan uitzetten of krimpen aan de hand van de luchtdruk. Modernere kwikbarometers leest men af in millibar.
De reden dat kwik gebruikt wordt, is dat het veel zwaarder is dan andere vloeistoffen, zoals water. De kolom om de druk te meten kan daardoor veel korter zijn: een barometer van 80 cm lang is ruim voldoende. Met water gevuld zou de barometer 10 meter lang moeten worden.
Omdat kwikdamp ongezond is bij inademen, wordt het gebruik van kwik ontmoedigd.

## Geneeskunde
In de geneeskunde wordt de bloeddruk ook na de ijkwet van 1978 nog algemeen in mmHg uitgedrukt, hoewel de kwikbloeddrukmeter inmiddels nagenoeg verdwenen is en vervangen door elektronische meetapparatuur. In bloeddrukmeters werd vroeger, net als bij de barometer, een kwikkolom gebruikt voor het bepalen van de bloeddruk.
Ook bij de meting van de oogdruk wordt de waarde opgegeven in mmHg.

## Nederland: wettelijk verbod op het gebruik van mmHg
Sinds de IJkwet van 1978 is in Nederland het gebruik van mmHg als eenheid van druk "in de uitoefening van een beroep of bedrijf bij het vragen, het aanbieden of het leveren van goederen of diensten" verboden, behalve voor de bloeddruk en de druk van andere lichaamsvloeistoffen. Dit verbod wordt herhaald in het Eenhedenbesluit bij de IJkwet van 1981 en in de Metrologiewet van 2006. Na wijziging van de Metrologiewet gold dit verbod per 1 januari 2010 impliciet voor iedereen. Met ingang van 2016 geldt dit verbod expliciet voor 'eenieder'.